# Бессмертный, Юрий Борисович
Юрий Борисович Бессмертный (25 мая 1964, Азов) — российский художник-график, дизайнер.

## Биография
Родился 25 мая 1964 года в Азове.
В 1986 году закончил художественно-графический факультет Ростовского государственного педагогического института, защитив диплом по серии цветных офортов.
С 1988 года активно участвовал во многих выставках изобразительного искусства, был активным членом творческой группы «Донской лубок». В 1991-93 годах в составе галереи «Юла» участвовал в ярмарках современного независимого искусства «Арт-Миф» (Москва, зал «Манеж»).
С 1995 по 2002 год преподавал на факультетах дизайна и рекламы Южно-Российского гуманитарного института.
Член Союза художников России (1995), член Союза дизайнеров России (2011), член Евразийского Художественного Союза (2019).
С 2003 года работает в области музейной экспозиции. Выполнял работы по комплексному оформлению Азовского историко-археологического и палеонтологического музея-заповедника. В 2017 году выполнил проект экспозиции военно-исторического музея «Самбекские высоты». В 2018 году спроектировал и руководил созданием экспозиции Музея градостроительства и быта г. Таганрога. Проектировал экспозиции Ростовского областного краеведческого музея, Старочеркасского музея-заповедника, целого ряда музеев Ростовской области.
В 2016 году впервые добавил в гравюры QR-code, а позже — элементы дополненной реальности. В 2018 году объявил о появлении стиля «Новый экспрессионизм».
Живёт и работает в Азове.

## Работы находятся в собраниях
- Московский музей народной графики, Москва.
- Музей современного изобразительного искусства на Дмитровской, Ростов-на-Дону.
- Азовский историко-археологический и палеонтологический музей-заповедник, Азов.
- Частные коллекции в России, Франции, Италии, США.

## Персональные выставки
- 2024 — «60 гравюр». Музей современного изобразительного искусства на Дмитровской, Ростов-на-Дону.[2]
- 2021 — «2020 ЧЕРЕЗ РОСТОВ». Галерея «Ростов», Ростов-на-Дону.[3][4]
- 2019 — «Буквы и Звуки». Музей современного изобразительного искусства на Дмитровской, Ростов-на-Дону.[5][6]
- 2018 ― «Новый экспрессионизм». Донская государственная публичная библиотека, Ростов-на-Дону.[7][8]
- 2016 — «Картины Черкасского городка». Атаманский дворец, Старочеркасская.[9]
- 2014 — Персональная выставка графики и мультимедиа «A308ru». Выставочный зал «Меценат», Азов.
- 1994 — Персональная выставка графики на Международном театральном фестивале им. А. П. Чехова, Ростов-на-Дону.

## Галерея

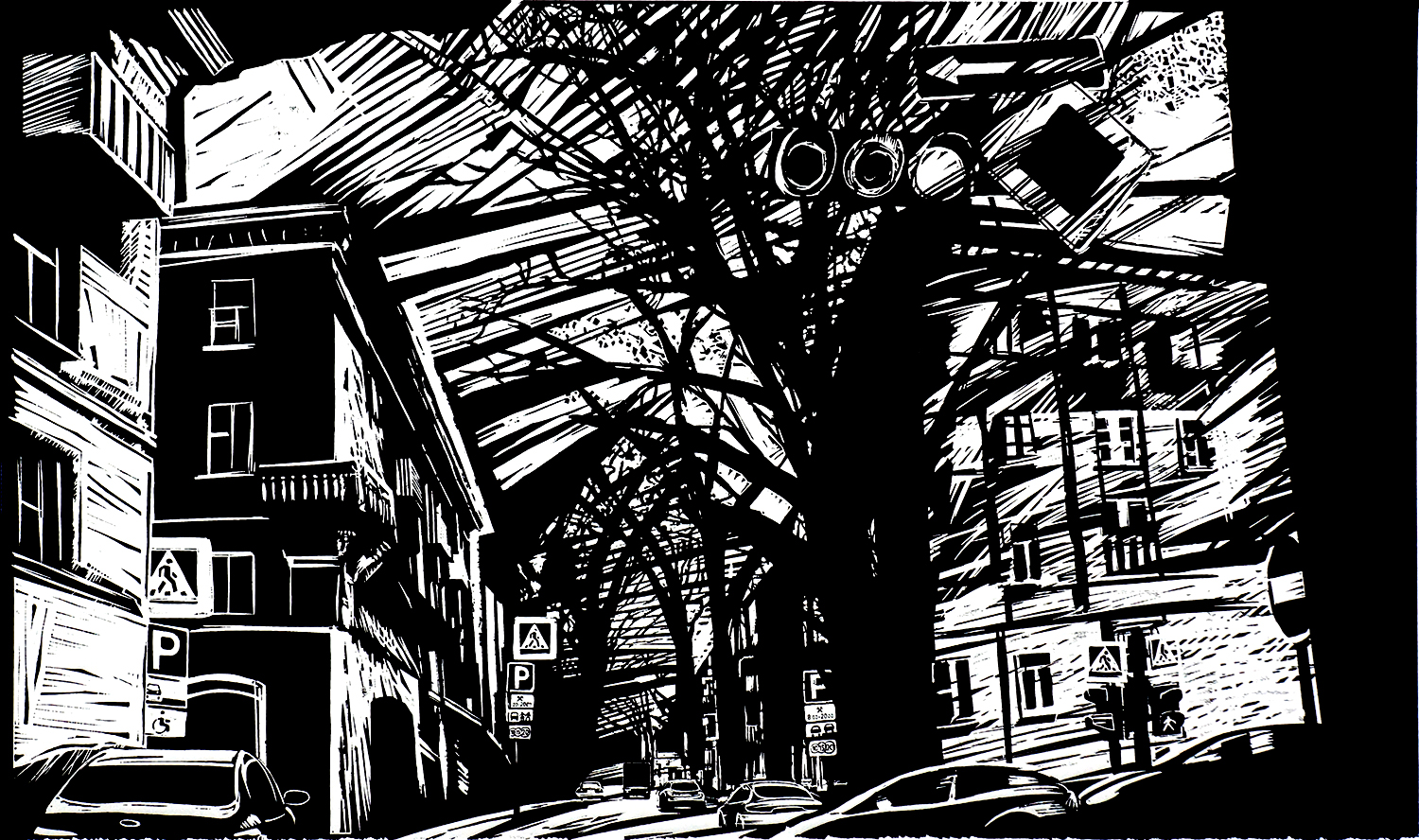
«Ноябрь». Линогравюра, 45х76, 2020
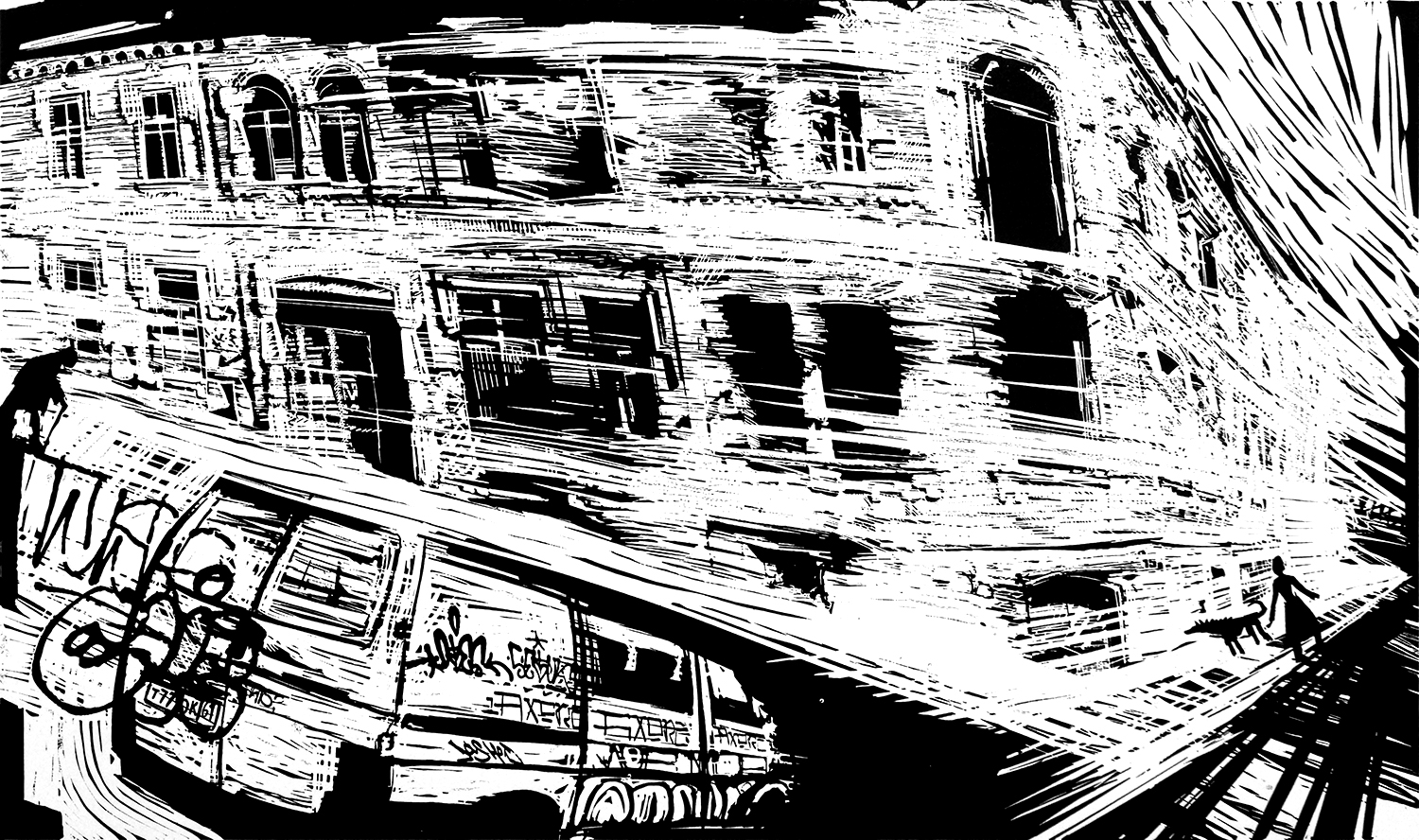
«Июнь». Линогравюра, 45х76, 2020
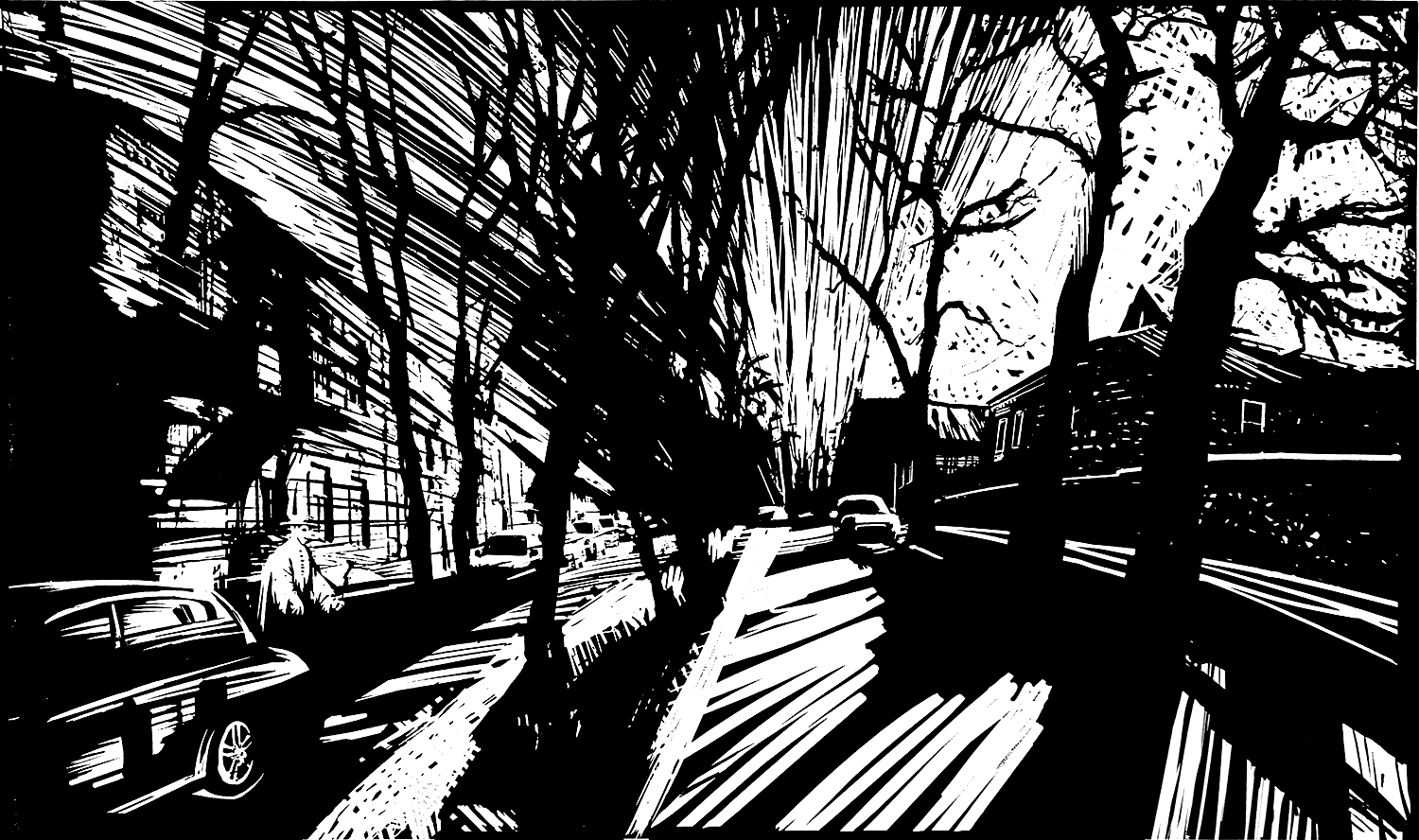
«Апрель». Линогравюра, 45х76, 2020
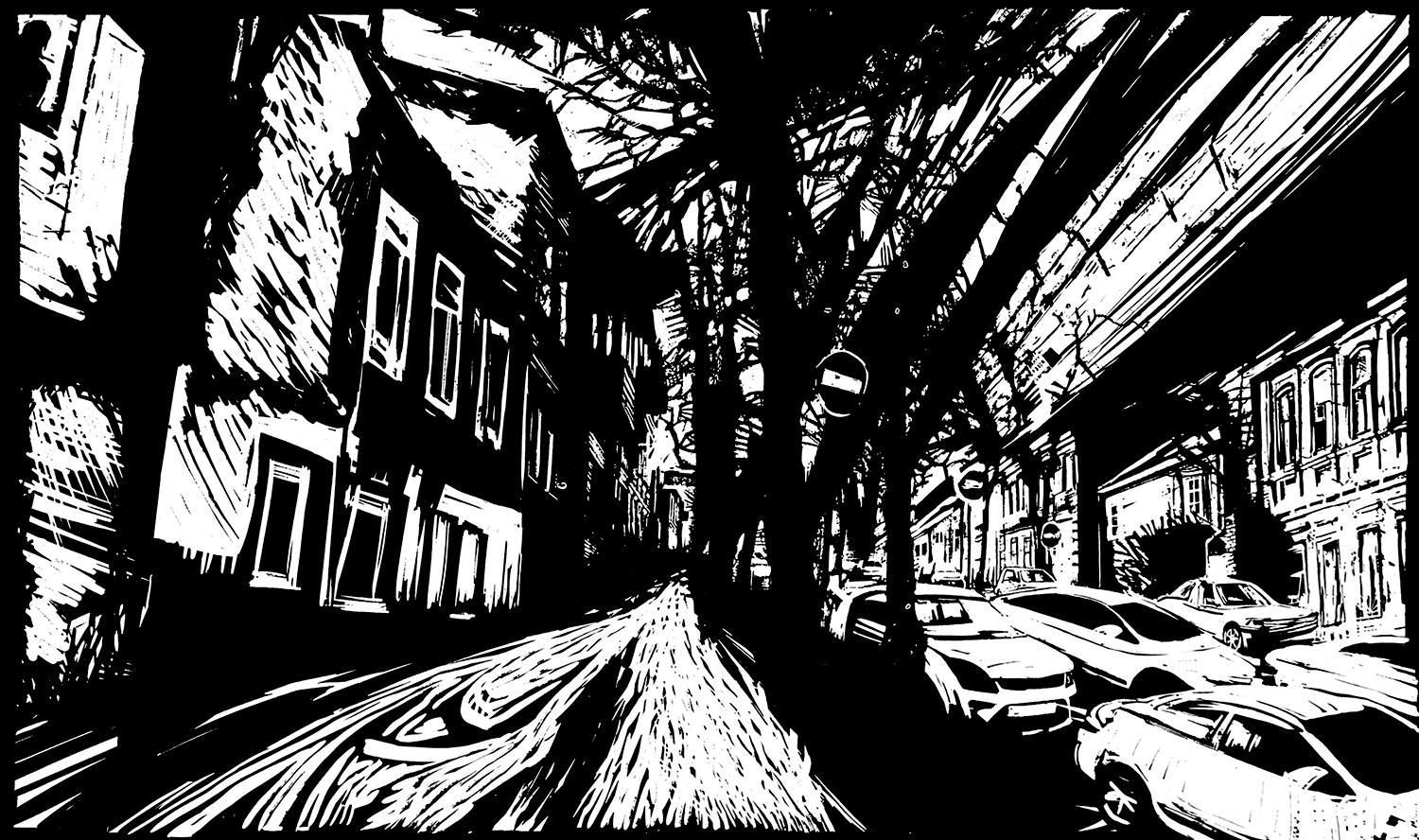
«Март». Линогравюра, 45х76, 2020
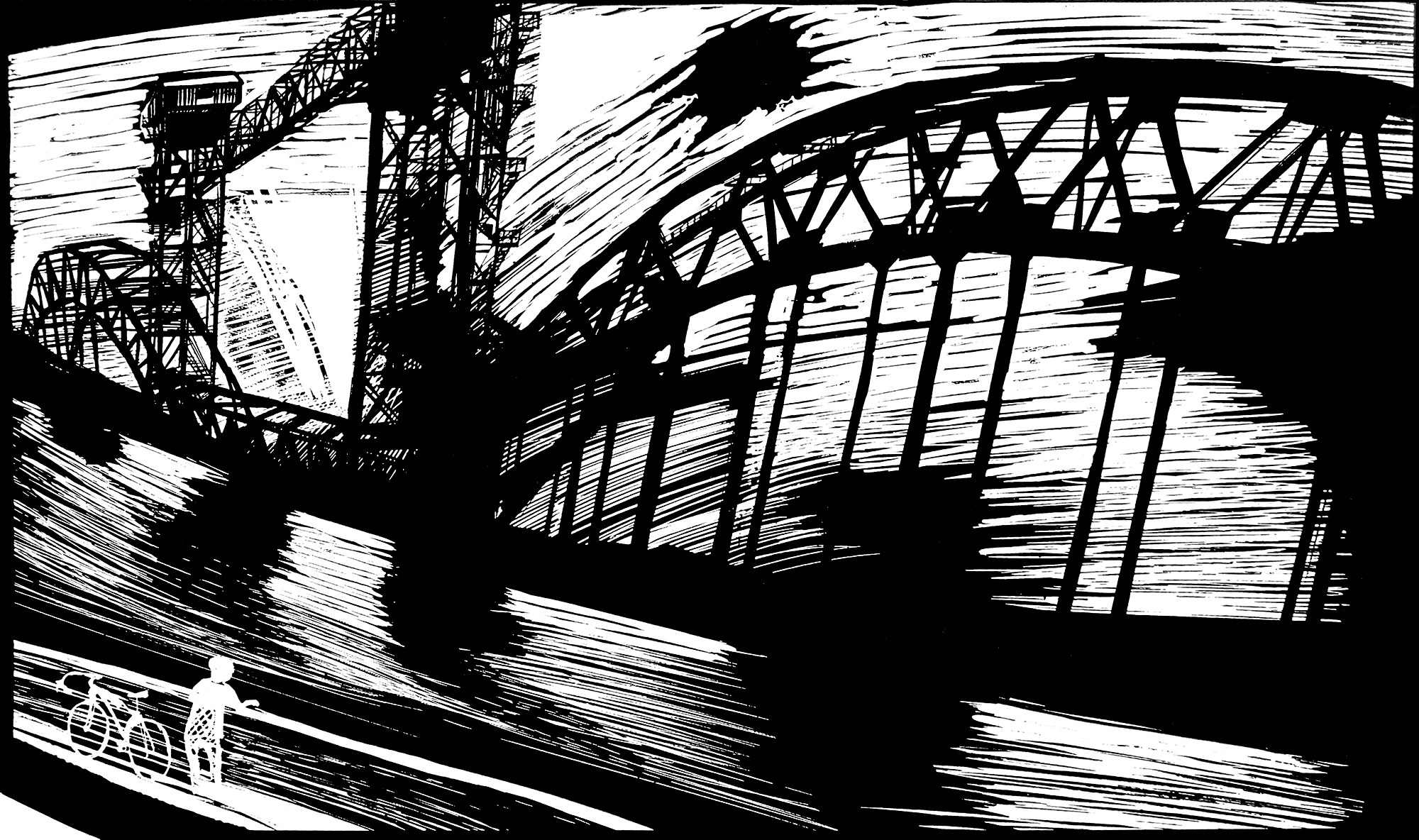
«Мост». Линогравюра, 45х76,5, 2019
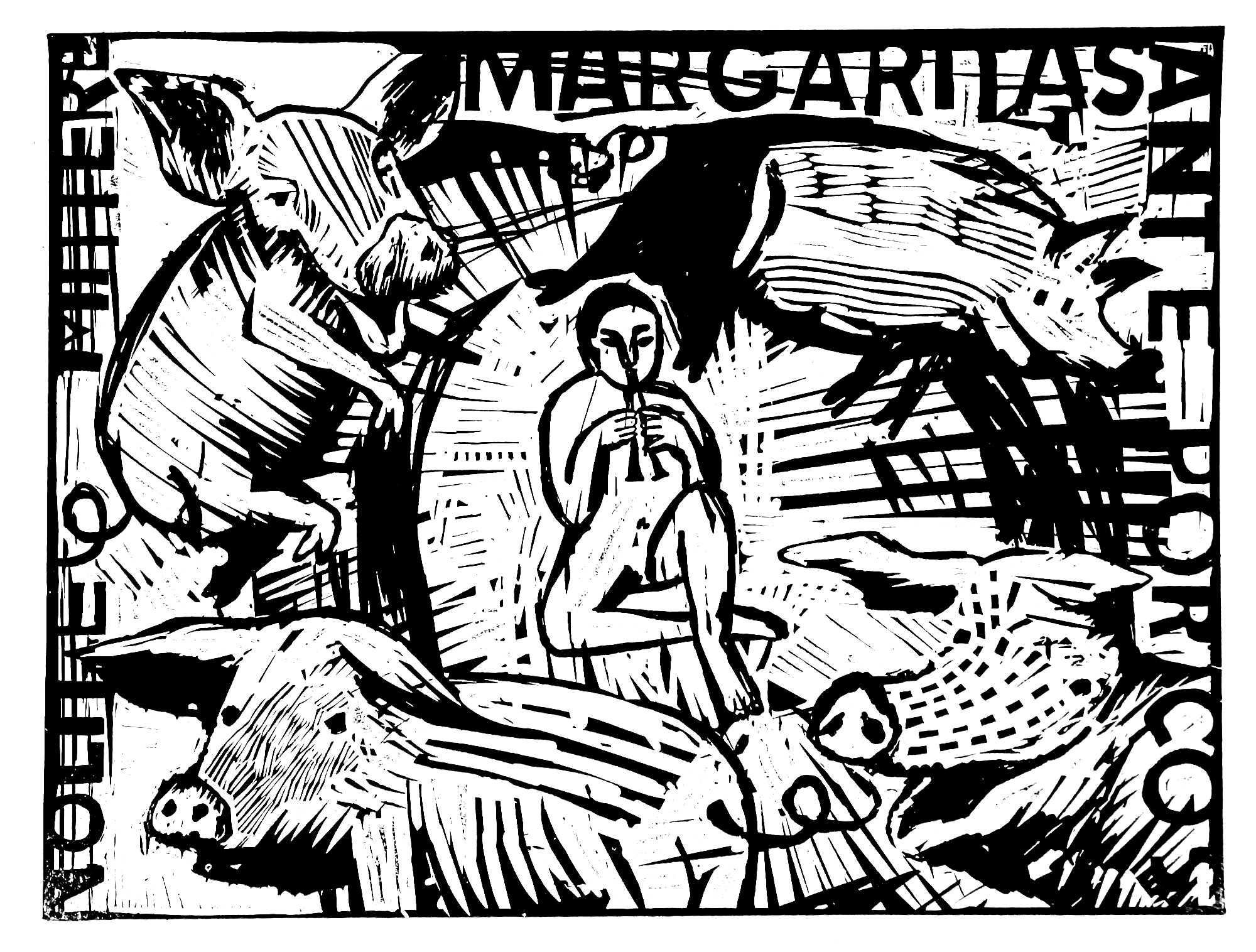
«Бисер». Линогравюра, 42х56, 2018
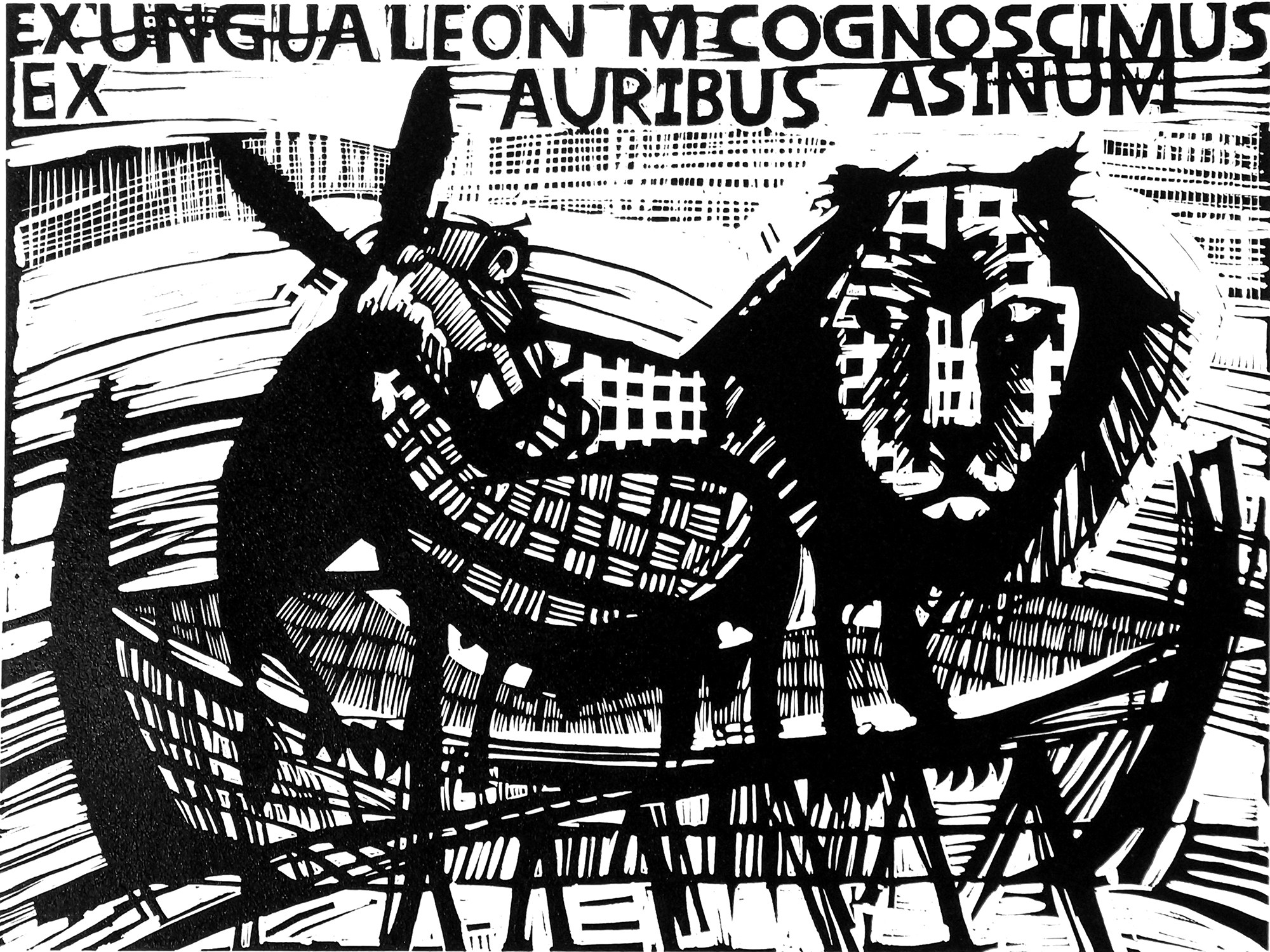
«От Осла уши». Линогравюра, 42х56, 2018
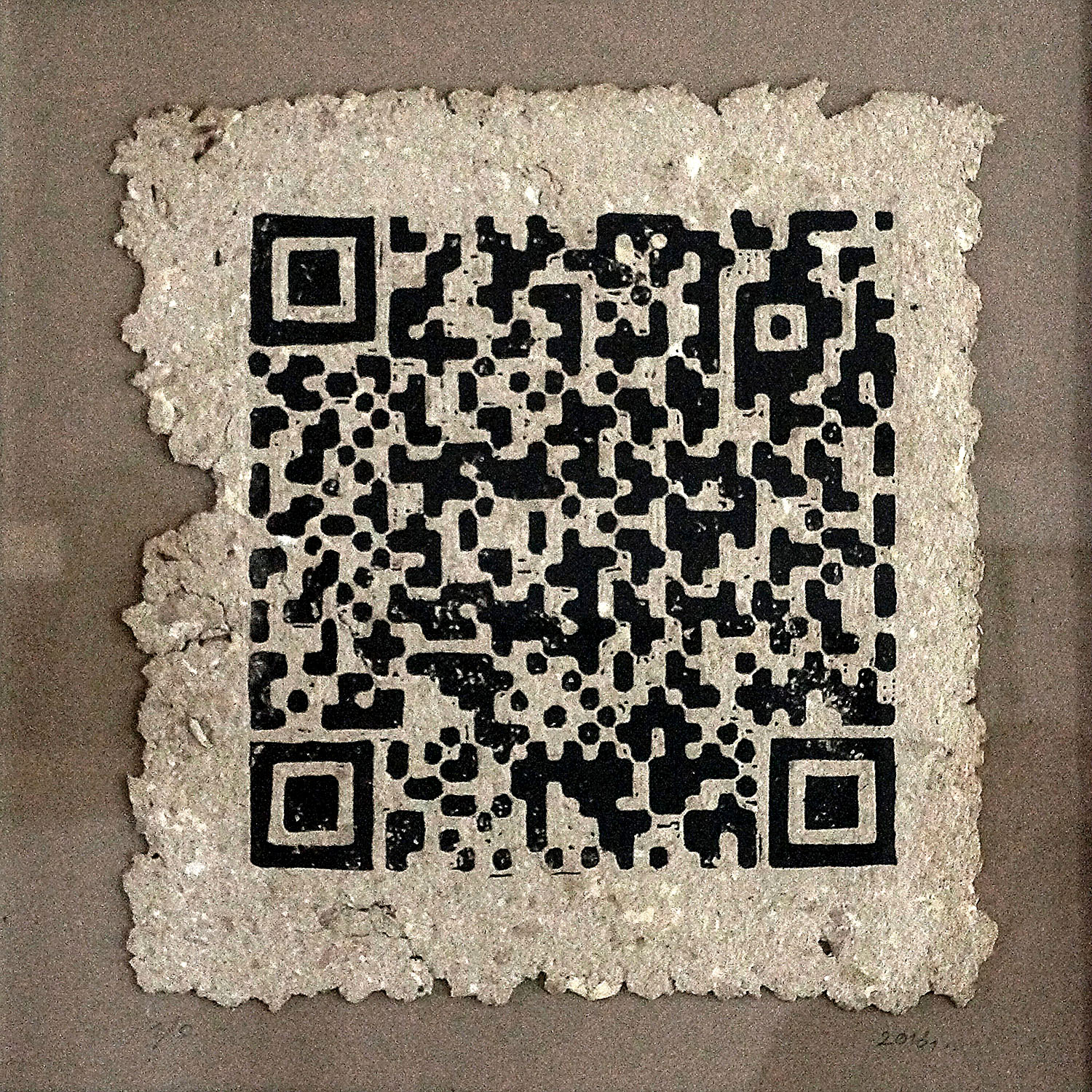
«Слово». Линогравюра, 28х28, 2016
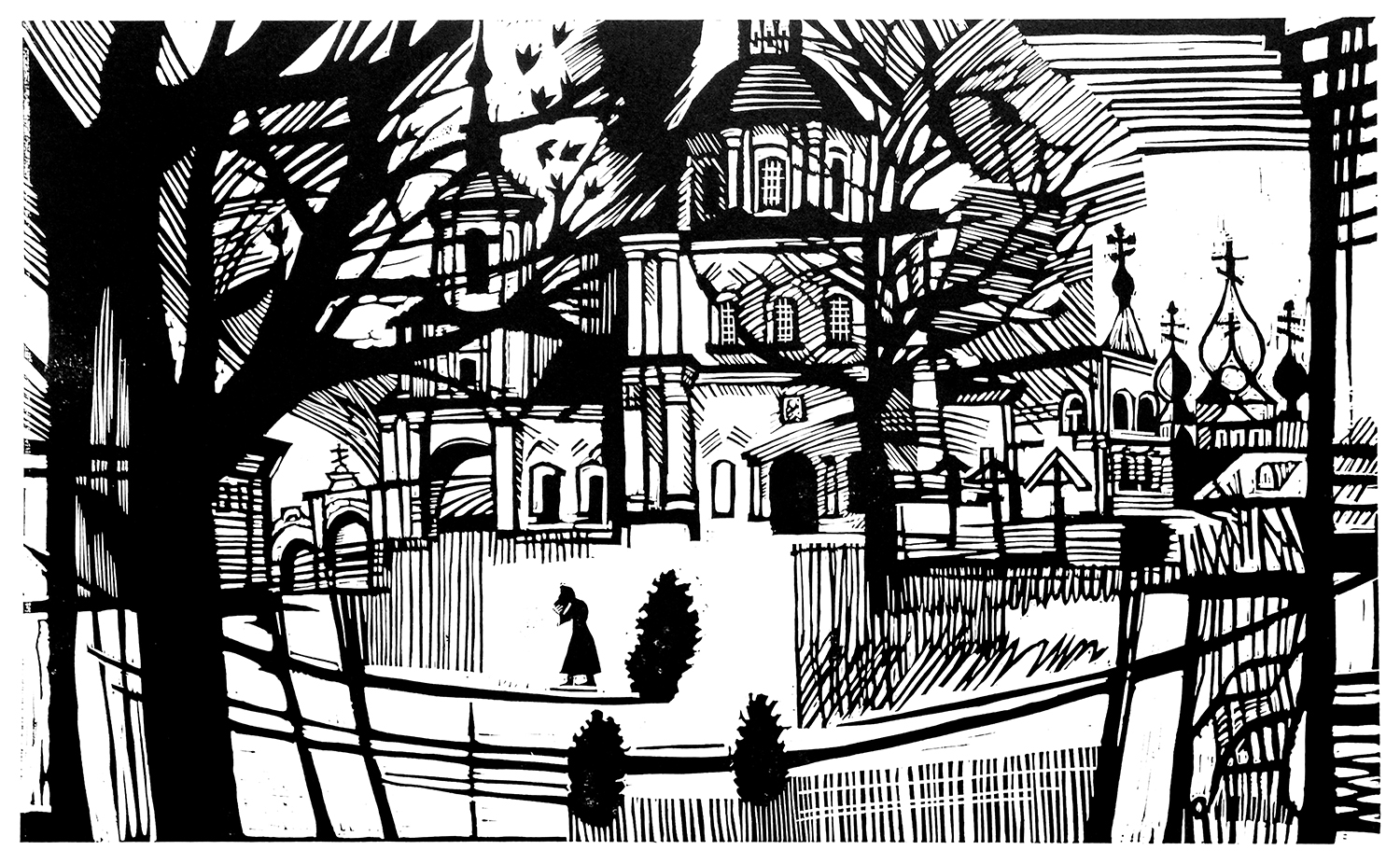
«Весенний вечер на атаманском подворье». Линогравюра, 45,5х76, 2016
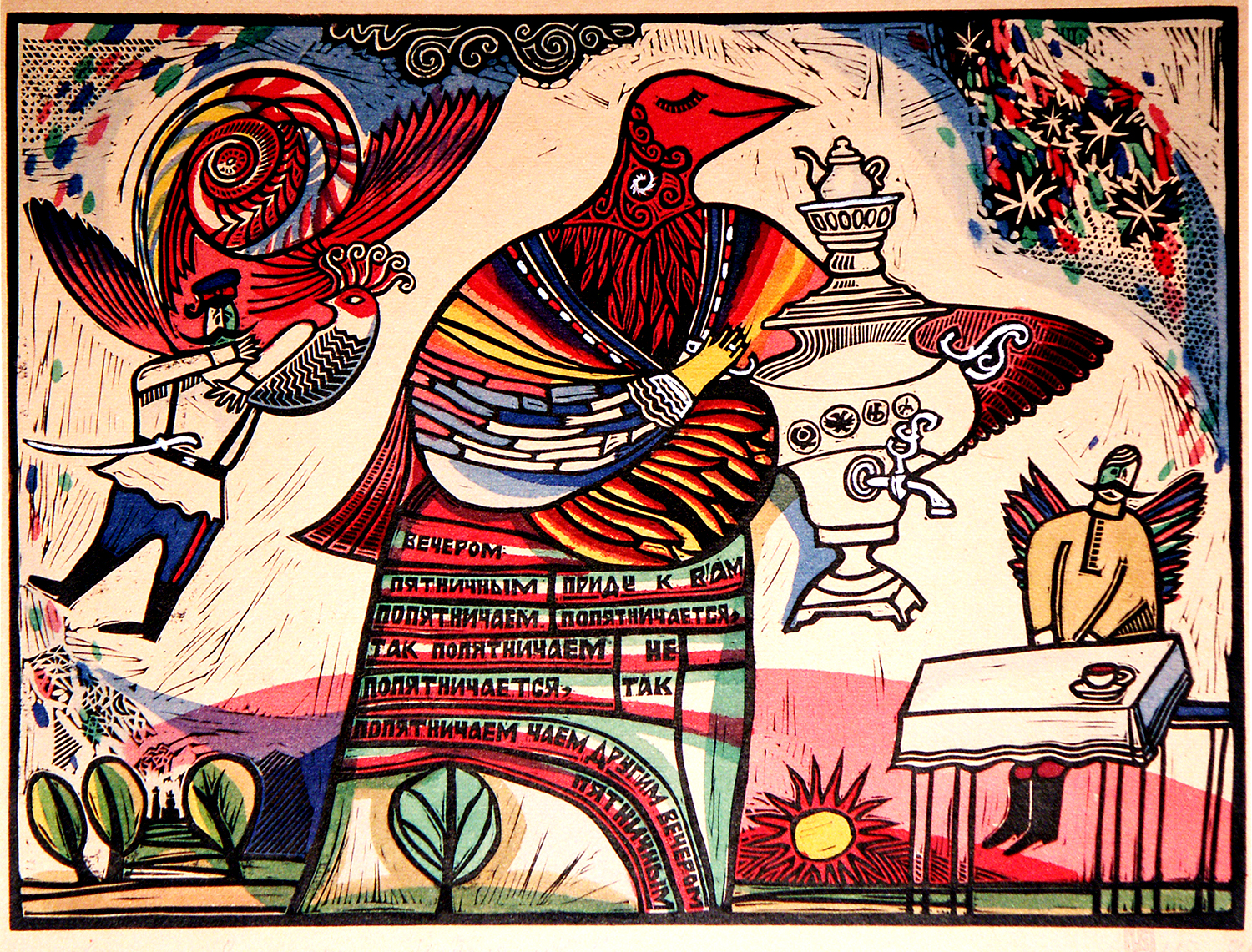
«Пятница». Линогравюра, 30х40, 1992
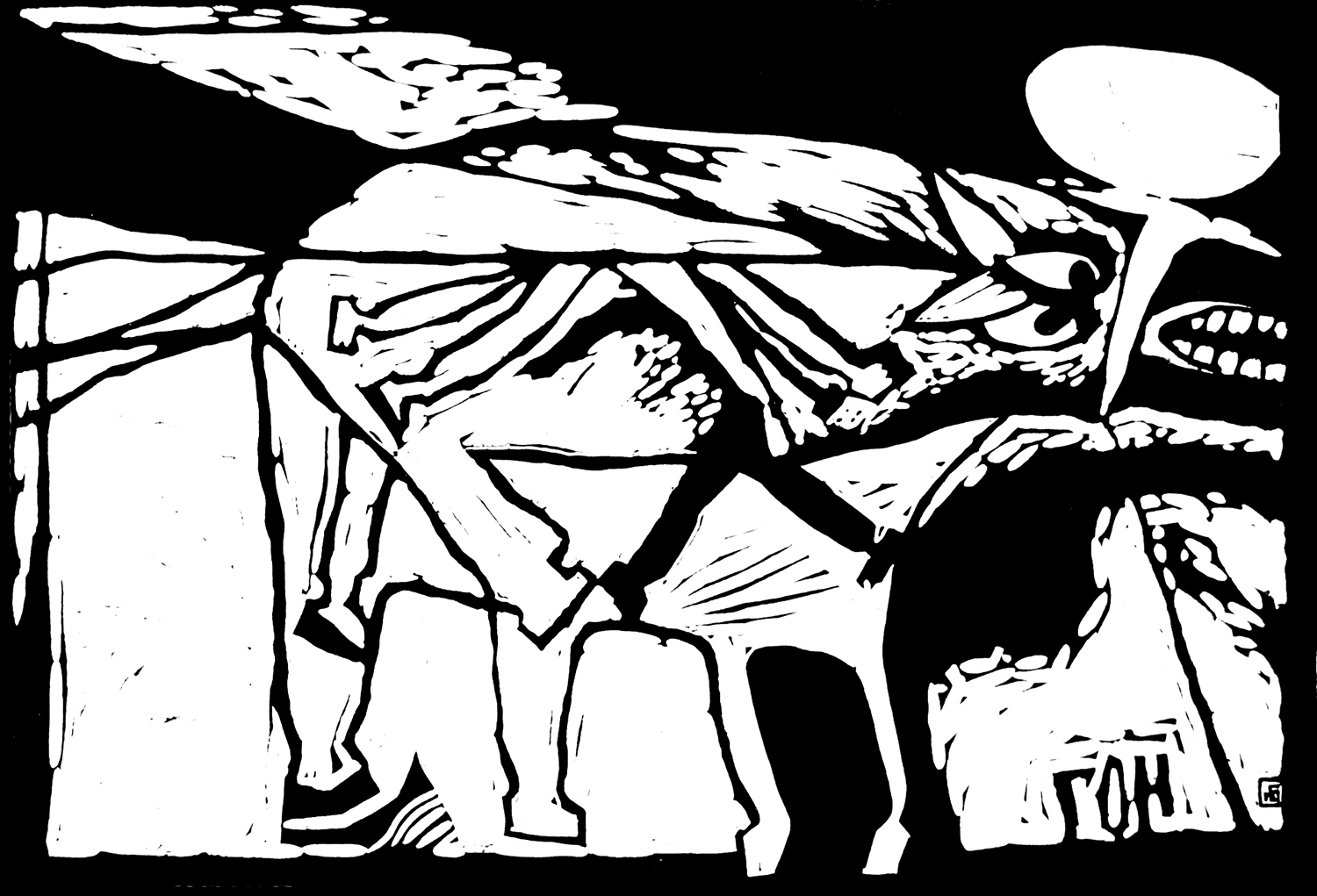
«Гон». Линогравюра, 20х30, 1992
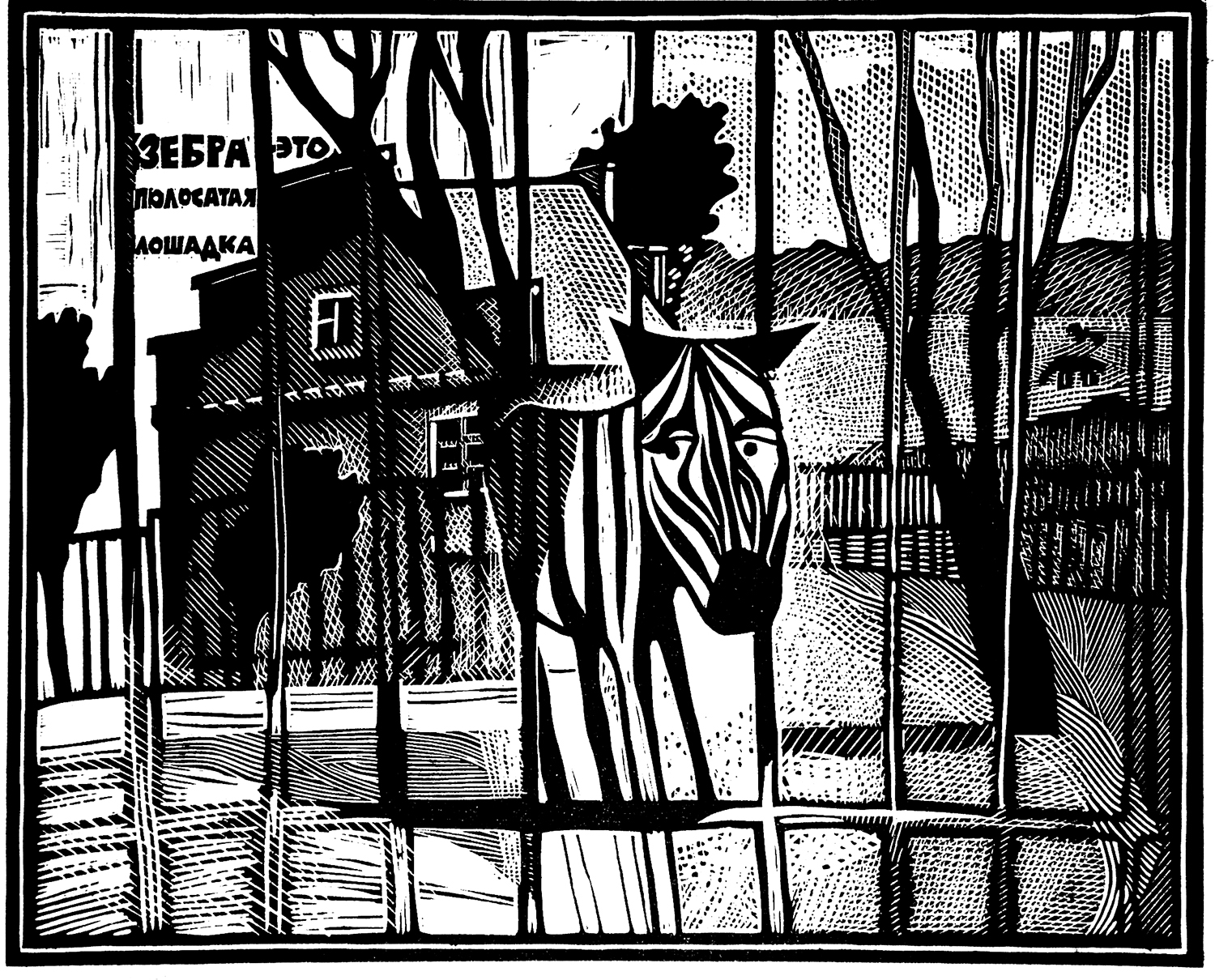
«Зебра». Линогравюра, 34х42, 1989
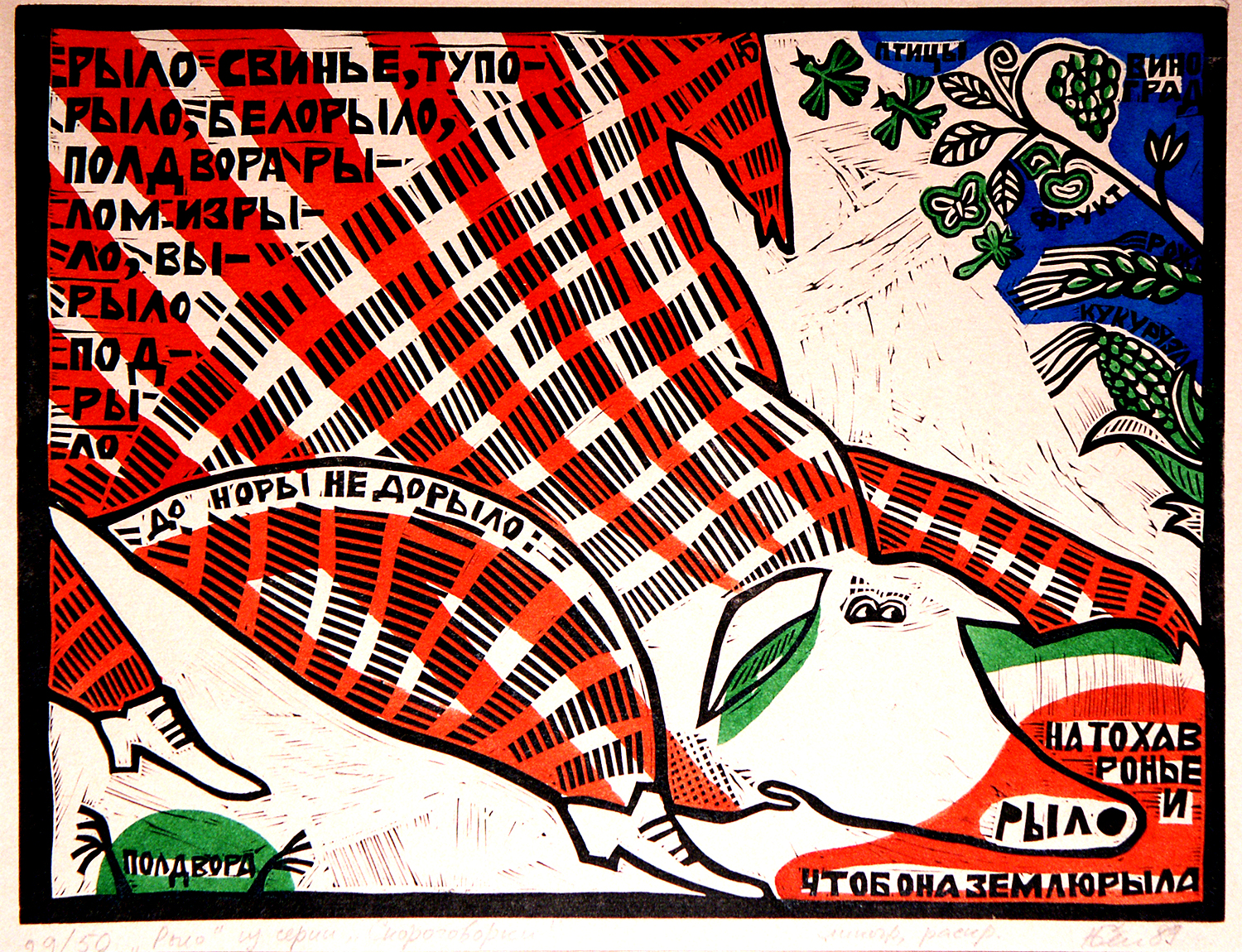
«Рыло». Линогравюра, 30х40, 1989
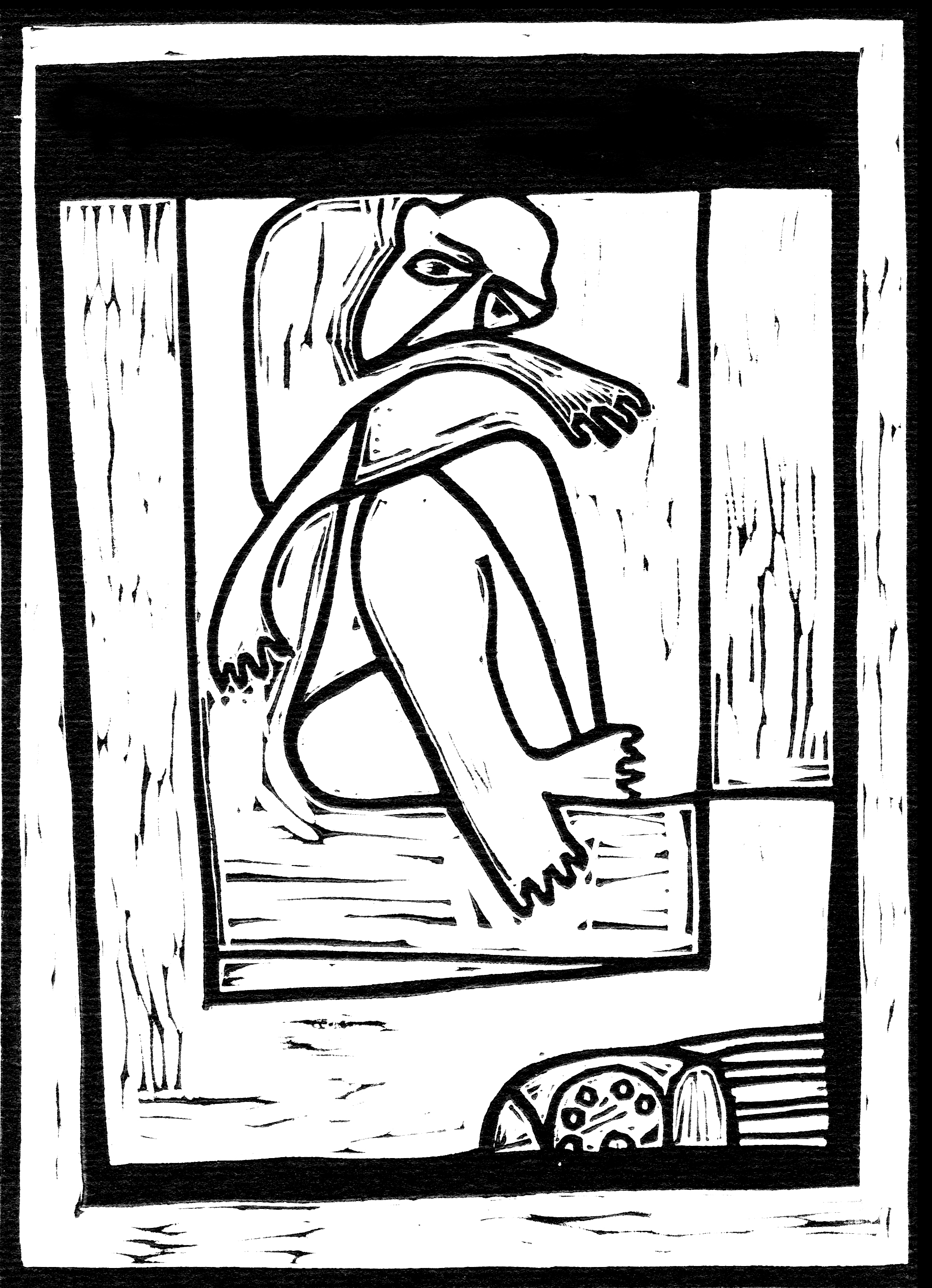
«Ожидание». Линогравюра, 22,5х16, 1988

## Избранные групповые выставки
- 2021 — 6-я международная Казанская биеннале печатной графики, Казань.
- 2021 — 3-й фестиваль искусства постсоветских стран и Восточной Европы «DENNITSA», Берлин.
- 2021 — International Print Biennial Varna, Болгария.
- 2021 — «Rock and roll». Выставочный зал Союза художников РФ, Ростов-на-Дону.[10]
- 2020 — Международный выставочный проект «Я — Россия», Москва.
- 2020 — Международный конкурс анималистического искусства (Диплом, 1 место), Санкт-Петербург.
- 1993 — Международная ярмарка «ART-MIF — 3», Москва).
- 1992 — Выставка донского лубка в музее Тессе, Ле Ман, Франция.
- 1992 — Вторая Биеннале новейшего искусства, Санкт-Петербург.
- 1992 — Международная выставка «Весенний салон», Санкт-Петербург.
- 1991 — Зональная выставка «Юг 91», Ростов-на-Дону.
- 1991 — Международная ярмарка «ART-MIF — 2», Москва.
- 1990 — Зональная выставка живописи и графики, Краснодар.
- 1989 — Республиканская выставка лубка, Ростов-на-Дону.
- 1989 — Первая областная выставка эстампа, Ростов-на-Дону.
- 1988 — Всесоюзная выставка «Карикатура-оружие перестройки». Диплом, 3 место. Алма-Ата.

## Клипы
- 2005 — «Подмосковные вечера». Группа «Пекин Роу-Роу».